# Jermek Kuantajew
Jermek Bołatchanuły Kuantajew (kaz. Ермек Болатханұлы Қуантаев; ros. Ермек Булатханович Куантаев, Jermiek Bułatchanowicz Kuantajew; ur. 10 października 1990 w Kustanaju) – kazachski piłkarz grający na pozycji lewego obrońcy lub pomocnika. Od 2014 jest zawodnikiem klubu Kajrat Ałmaty.

## Kariera klubowa
Swoją karierę piłkarską Kuantajew rozpoczął w klubie Toboł Kustanaj. W 2009 roku awansował do pierwszego zespołu. 20 kwietnia 2010 zadebiutował w nim w Priemjer-Lidze w wygranym 3:1 domowym meczu z Akżajykiem Orał. W 2010 roku wywalczył z zespołem Tobyłu swój pierwszy w karierze tytuł mistrza Kazachstanu.
Wiosną 2014 roku Kuantajew przeszedł z Tobyłu do Kajratu Ałmaty. Swój debiut w Kajracie zanotował 15 marca 2014 w przegranym 0:1 domowym meczu z FK Atyrau. W listopadzie 2014 wystąpił w wygranym 4:1 finale Pucharu Kazachstanu z FK Aktöbe.
| Sezon | Klub           | Kraj       | Rozgrywki     | Mecze | Gole |
| ----- | -------------- | ---------- | ------------- | ----- | ---- |
| 2010  | Toboł Kustanaj | Kazachstan | Priemjer-Liga | 0     | 0    |
| 2010  | Toboł Kustanaj | Kazachstan | Priemjer-Liga | 27    | 3    |
| 2011  | Toboł Kustanaj | Kazachstan | Priemjer-Liga | 25    | 0    |
| 2012  | Toboł Kustanaj | Kazachstan | Priemjer-Liga | 20    | 1    |
| 2013  | Toboł Kustanaj | Kazachstan | Priemjer-Liga | 14    | 0    |
| 2014  | Kajrat Ałmaty  | Kazachstan | Priemjer-Liga | 25    | 2    |
| 2015  | Kajrat Ałmaty  | Kazachstan | Priemjer-Liga |       |      |

## Kariera reprezentacyjna
W reprezentacji Kazachstanu Kuantajew zadebiutował 28 marca 2015 roku w przegranym 0:3 meczu eliminacji do Euro 2016 z Islandią, rozegranym w Astanie, gdy w 67. minucie tego meczu zmienił Marka Gurmana.